# Pole Marsowe (Petersburg)
Pole Marsowe (ros. Марсово поле) – plac oraz park położony w centrum Petersburga, o powierzchni ok. 9 ha.
Nazwa miejsca pochodzi od rzymskiego boga wojny – Marsa. W pierwszych dekadach istnienia Petersburga była to obszerna łąka, miejsce wypoczynku mieszkańców. Na początku XIX w. teren przekształcono w plac ćwiczeń wojskowych i defilad, wtedy też utrwaliła się nazwa Pole Marsowe. W latach 1918–1940 miejsce funkcjonowało pod nazwą placu Ofiar Rewolucji, zaś w jego centralnej części powstał pomnik Bojowników Rewolucji (ros. памятник Борцам революции), wokół którego urządzono park.

## Położenie
Pole Marsowe położone jest w centralnej historycznej części Petersburga, pomiędzy brzegiem Mojki, która wytycza jego południową granicę, a ulicą Milionową (granica północna). Od wschodu plac ogranicza Kanał Łabędzi i biegnąca wzdłuż niego ulica.

## Historia i opis

### XVIII w.
Pole Marsowe powstało na osuszonych do 1712 r. błotach, położonych niedaleko letniej rezydencji Piotra I. Na terenie tym odbywały się ćwiczenia wojskowe, ponadto wykorzystywano go do odpoczynku, zabaw i puszczania sztucznych ogni. Wśród ludności miejsce funkcjonowało pod nazwą Potiesznoje pole (Pole Zabaw, Uciech). Okolica placu zaczęła zmieniać swoje oblicze po wzniesieniu Pocztowego Dworu, a następnie wykopaniu Pięknego Kanału między Newą a Mojką, na brzegu którego zaczęły powstawać domy zamożnych mieszkańców miasta. W latach 40. XVIII w. na polu urządzono ogród spacerowy dla carycy Elżbiety, zaprojektowany przez Bartolomeo Rastrellego i Michaiła Ziemcowa. Ogród przetrwał do 1777 r., od niego ukuta została nowa nazwa miejsca – Łąka Carycy (Царицын луг). W 1768 r. w sąsiedztwie Łąki wzniesiony został Pałac Marmurowy, przeznaczony dla Grigorija Orłowa, a następnie wykupiony przez dwór, zwrócony ku Łące swoją elewacją południową. W kolejnych latach kompleks budynków wokół Łąki dopełniły dom Nikołaja Sałtykowa (1784-1788), dom I. Bieckiego i budynek Głównej Apteki.

### Pole Marsowe w Imperium Rosyjskim
W latach 1797–1800 car Paweł I Romanow wzniósł dla siebie nową siedzibę, usytuowaną na południowy wschód od placu – Zamek Michajłowski. Ten sam władca zmienił dotychczasową łąkę w plac przeznaczony do ćwiczeń i parad wojskowych, polecił również ustawić na nim, na południowej granicy, pomnik ku czci zwycięstw odniesionych przez Piotra Rumiancewa oraz pomnik Aleksandra Suworowa pod postacią boga Marsa (obydwa zostały następnie przeniesione). Budynki położone przy placu, który od pomnika Suworowa odtąd nazywano Polem Marsowym, od strony zachodniej, przebudowano na koszary Pawłowskiego pułku lejbgwardii. Ostatnim nowym budynkiem wzniesionym przy placu był powstały w latach 1823–1827 dom Adaminiego. Do rewolucji lutowej 1917 r. na Polu Marsowym odbywały się parady wojskowe, wydarzenia o charakterze rozrywkowym i sportowym.

### W okresie rewolucji i w ZSRR
Po lutym 1917 r. Pole Marsowe stało się miejscem pamięci poległych uczestników rewolucji. 23 marca/5 kwietnia 1917 na placu odbył się uroczysty pogrzeb 184 bojowników, którzy zginęli w starciach z wojskami lojalnymi wobec obalonego cara. Na uroczystość pogrzebową przybyło ok. 800 tys. osób. 18 czerwca/1 lipca 1917 r. na Polu Marsowym odbyła się demonstracja, która zgromadziła od 400 tys. do pół miliona uczestników. Demonstracja miała być aktem poparcia dla nowej ofensywy rosyjskiej armii, byli na niej obecni przedstawiciele Rządu Tymczasowego oraz głównych partii robotniczych. Wbrew oczekiwaniom organizatorów większość zgromadzonych przybyła na miejsce z transparentami domagającymi się przekazania władzy w ręce rad, rezygnacji z ofensywy i usunięcia z rządu ministrów-kapitalistów.
Po zwycięstwie rewolucji październikowej i podczas wojny domowej w Rosji na Polu Marsowym chowano poległych i zmarłych działaczy bolszewickich. W 1918 r. na Polu Marsowym zostali pochowani zabici w zamachach w 1918 r. szef Czeka w Piotrogrodzie Moisiej Uricki komisarz ludowy prasy, propagandy i agitacji W. Wołodarski, strzelcy łotewscy uczestniczący w walkach podczas powstania w Jarosławiu w lipcu 1918 r., a także ich dawny komisarz Siemion Nachimson, który został w Jarosławiu rozstrzelany przez białych. W tym samym roku pochowano w tym miejscu czerwonego dowódcę Rudolfa Siwersa. W 1919 r. na Polu Marsowym pochowano uczestników bitwy o Piotrogród, a także poległego komisarza Nikołaja Tołmaczowa. 7 listopada 1919 r. na Polu Marsowym urządzono kompleks pomnikowy ku czci poległych rewolucjonistów, według wyłonionego drogą konkursu projektu Lwa Rudniewa. Na granitowych płytach pomnika, otaczających płyty nagrobne, zapisano inskrypcje ku czci rosyjskich rewolucjonistów autorstwa Anatolija Łunaczarskiego. W porządkowaniu Pola Marsowego i urządzaniu pomnika brali udział sami mieszkańcy miasta. Kolejne pochówki działaczy partyjnych i wojskowych odbywały się na Polu Marsowym jeszcze do 1933 r. Miejsce otrzymało również nazwę Placu Ofiar Rewolucji. W latach 20. XX w. w bezpośrednim sąsiedztwie pomnika zaaranżowano ogrody miejskie. W 1957 pod kierunkiem architekta Sołomona Majofisa dokonano rekonstrukcji centralnej części pomnika. W tym samym roku zapalono na nim pierwszy w Związku Radzieckim wieczny ogień.

### Po 1991
W latach 2012–2017 Pole Marsowe było jednym z kilku miejsc w Petersburgu, gdzie możliwe było organizowanie zgromadzeń publicznych bez zgody władz, jedynie po ich poinformowaniu.

## Fotogaleria

### Czasy współczesne

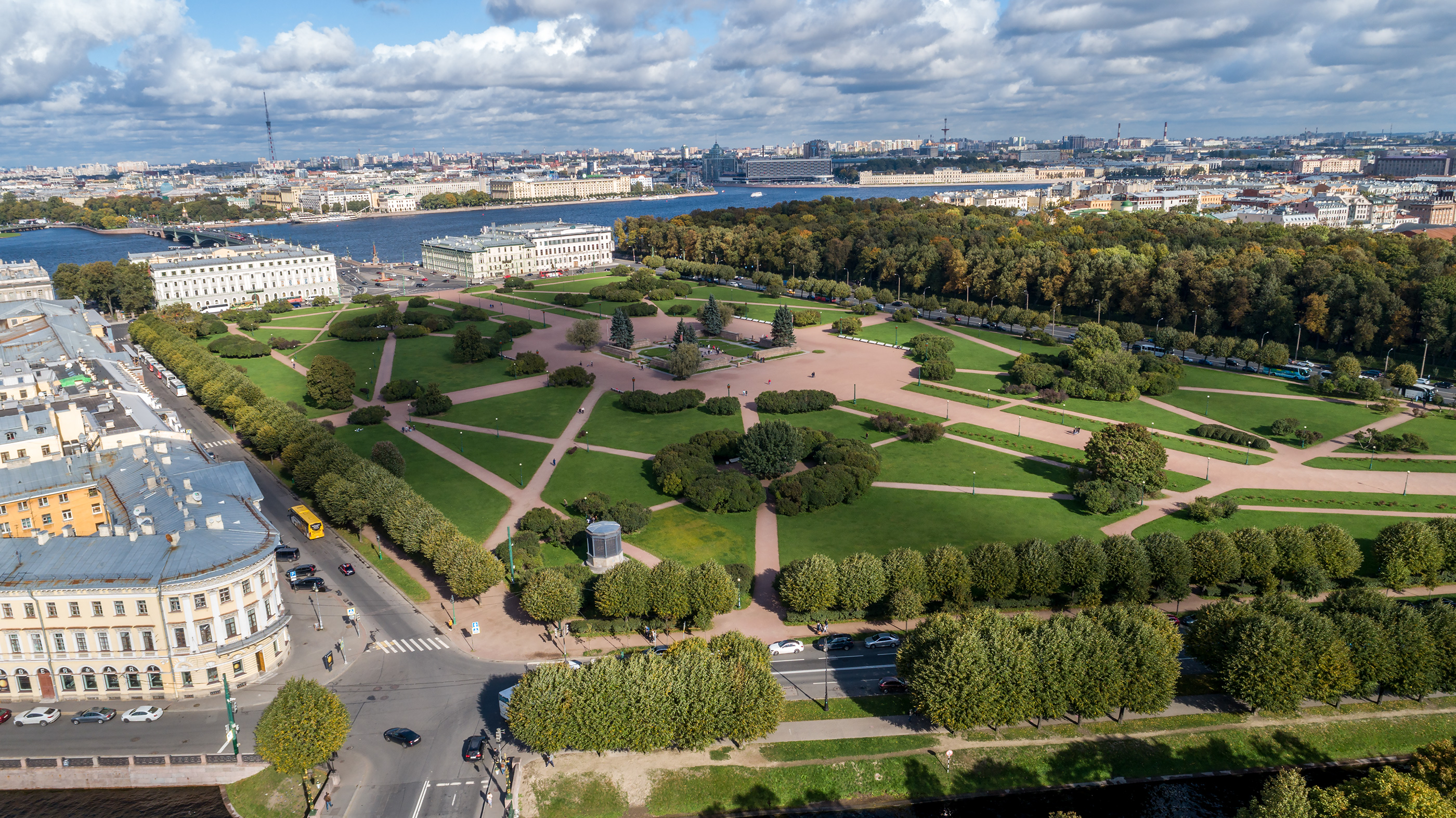
Pole Marsowe z lotu ptaka. Patrząc w kierunku półncnym: na pierwszym planie rzeka Mojka, w oddali – Newa.
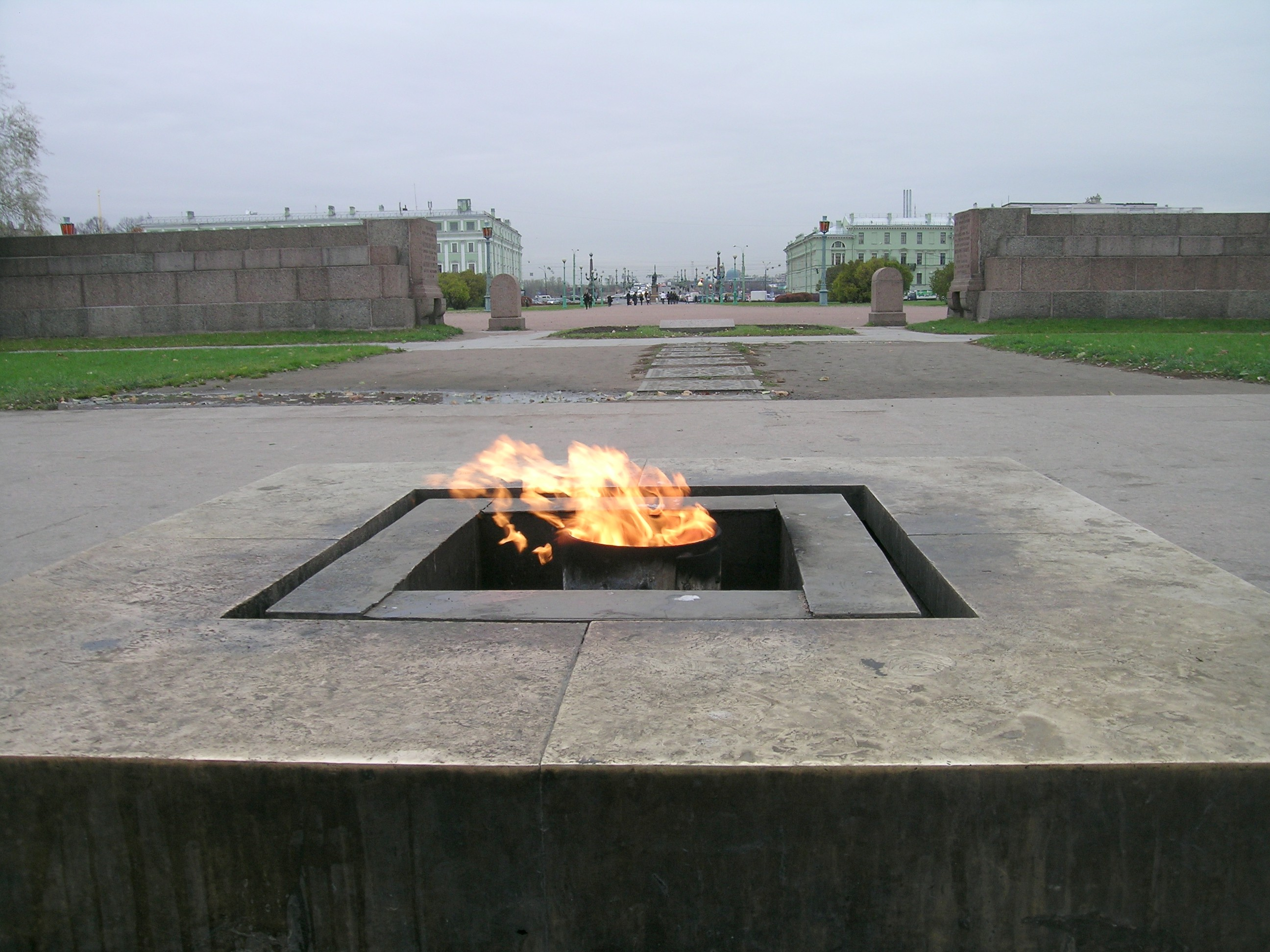
Pomnik Bojowników Rewolucji na Polu Marsowym – wieczny ogień.
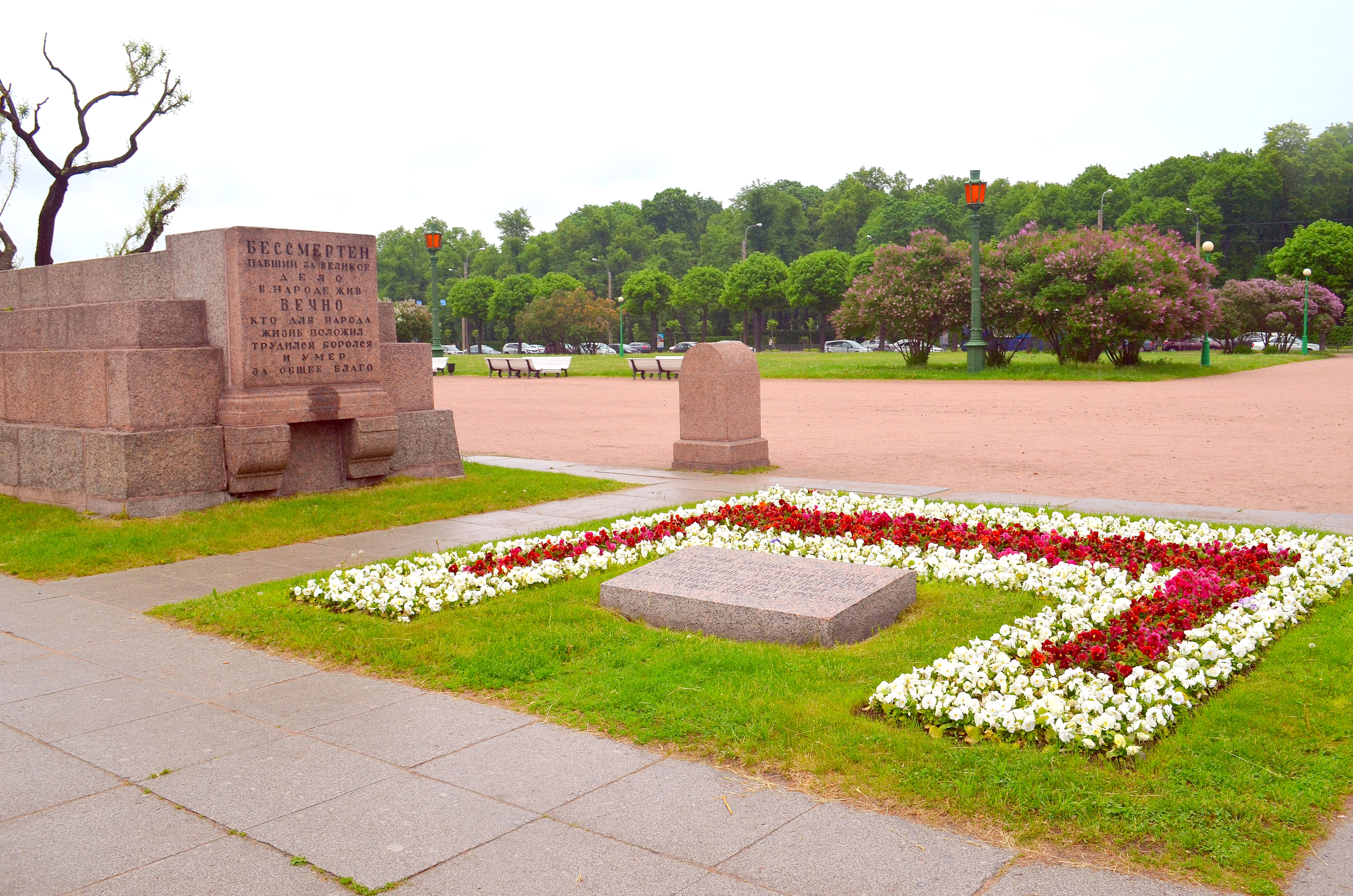
Pole Marsowe – fragment pomnika Bojowników Rewolucji.
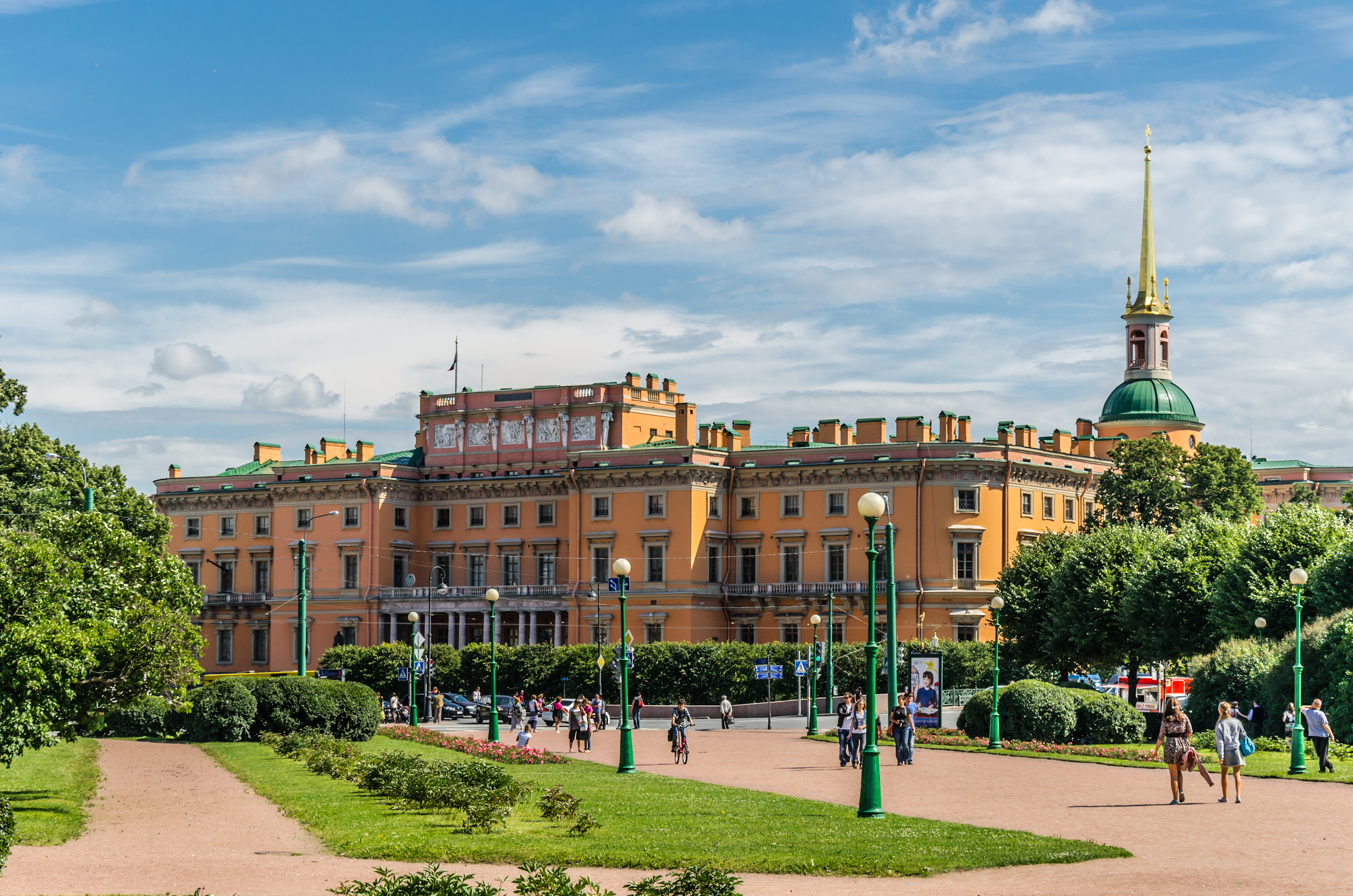
Widok na Zamek Michajłowski z Pola Marsowego (2012 r.).
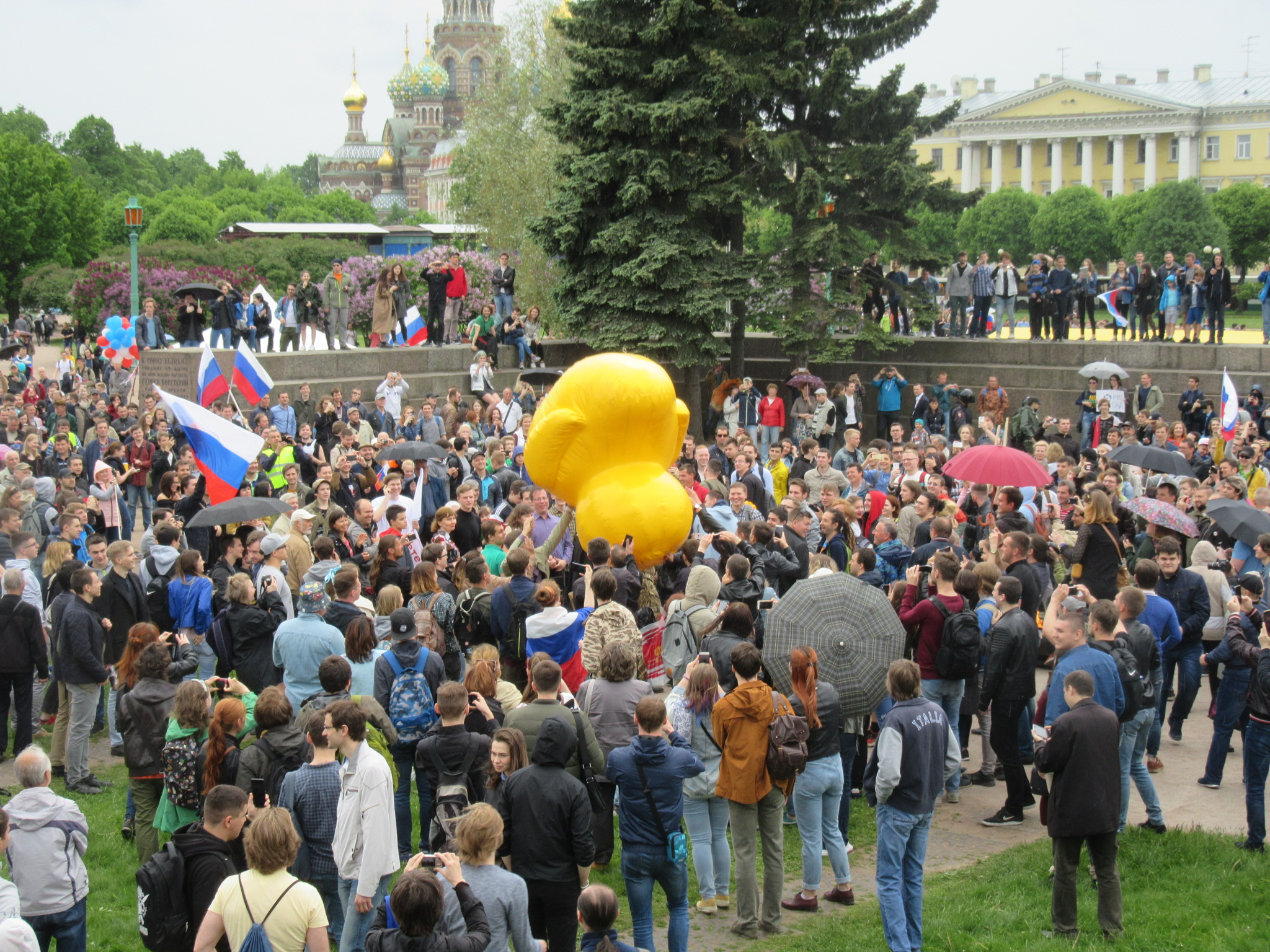
Wiec antykorupcyjny na Polu Marsowym (czerwiec 2017 r.).

### Pole Marsowe w sztuce

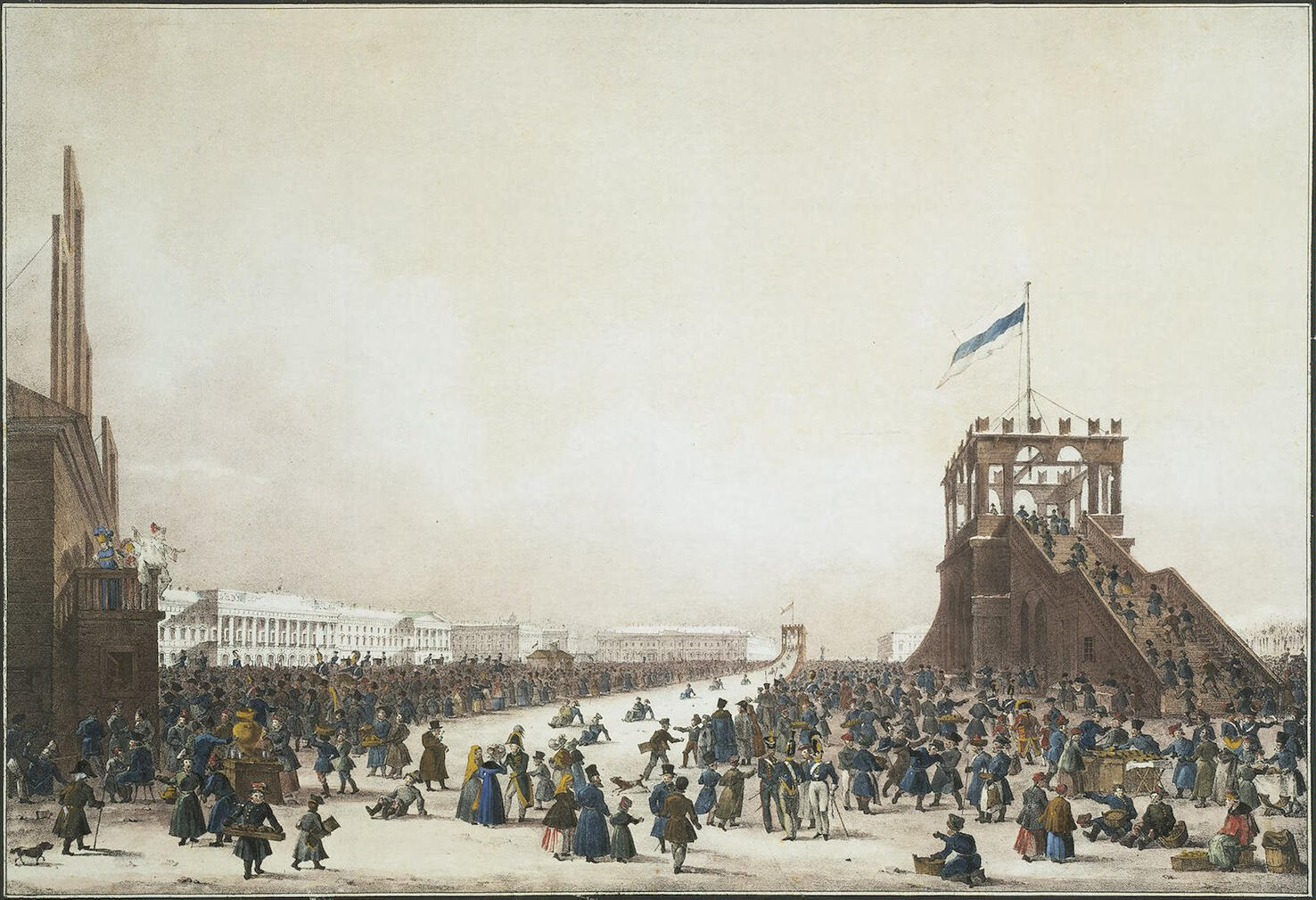
Mieszkańcy Petersburga zjeżdżają na sankach na Łące Carycyńskiej. Lata 20. XIX wieku. Litografia podbarwiona akwarelą, 29,7x43 cm. Państwowe Muzeum Ermitażu.
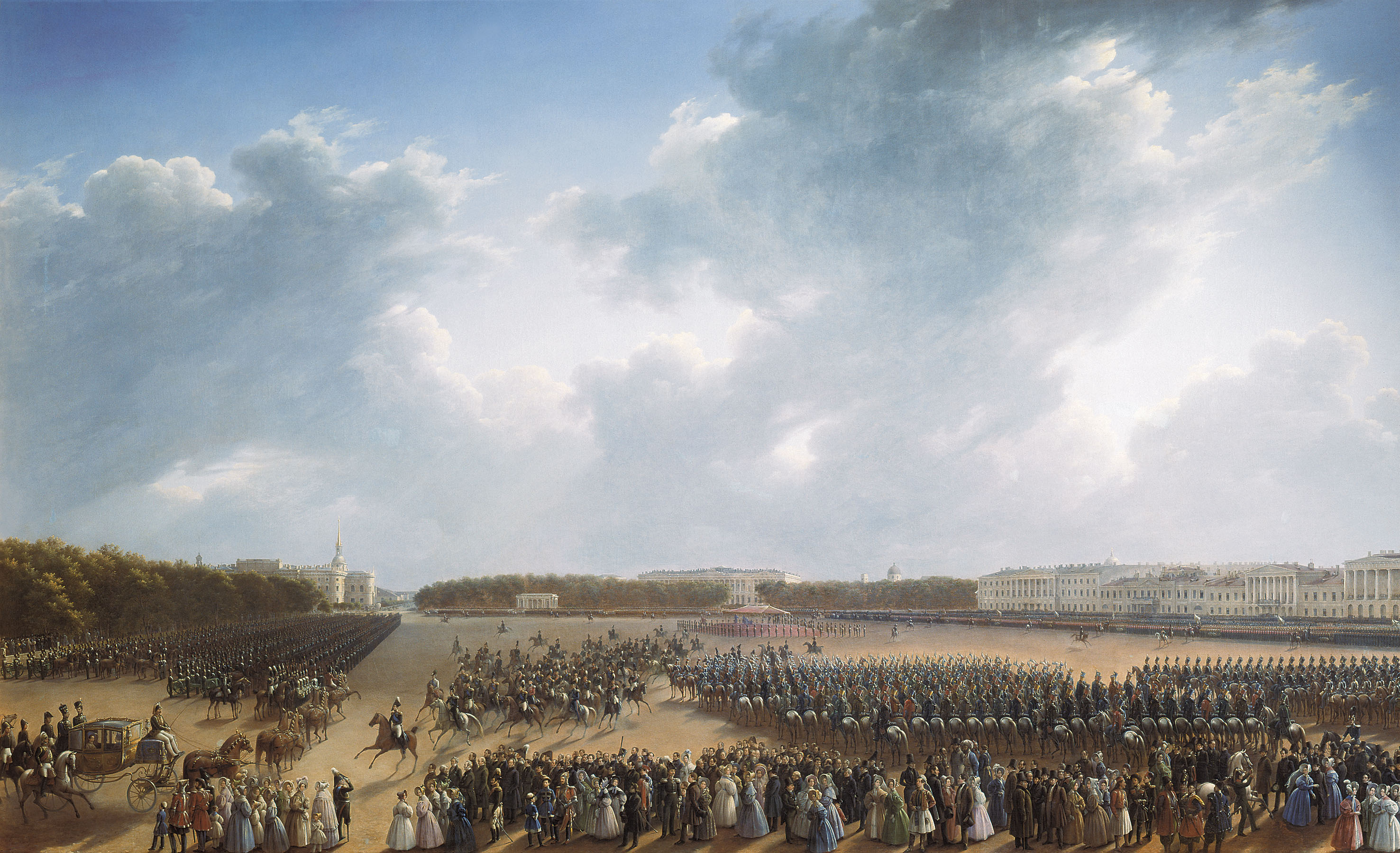
Parada z okazji zakończenia działań wojennych w Królestwie Polskim 6 października 1831 roku na Łące Carycyńskiej w Petersburgu. Obraz Grigorija Czerniecowa, 1837 r.
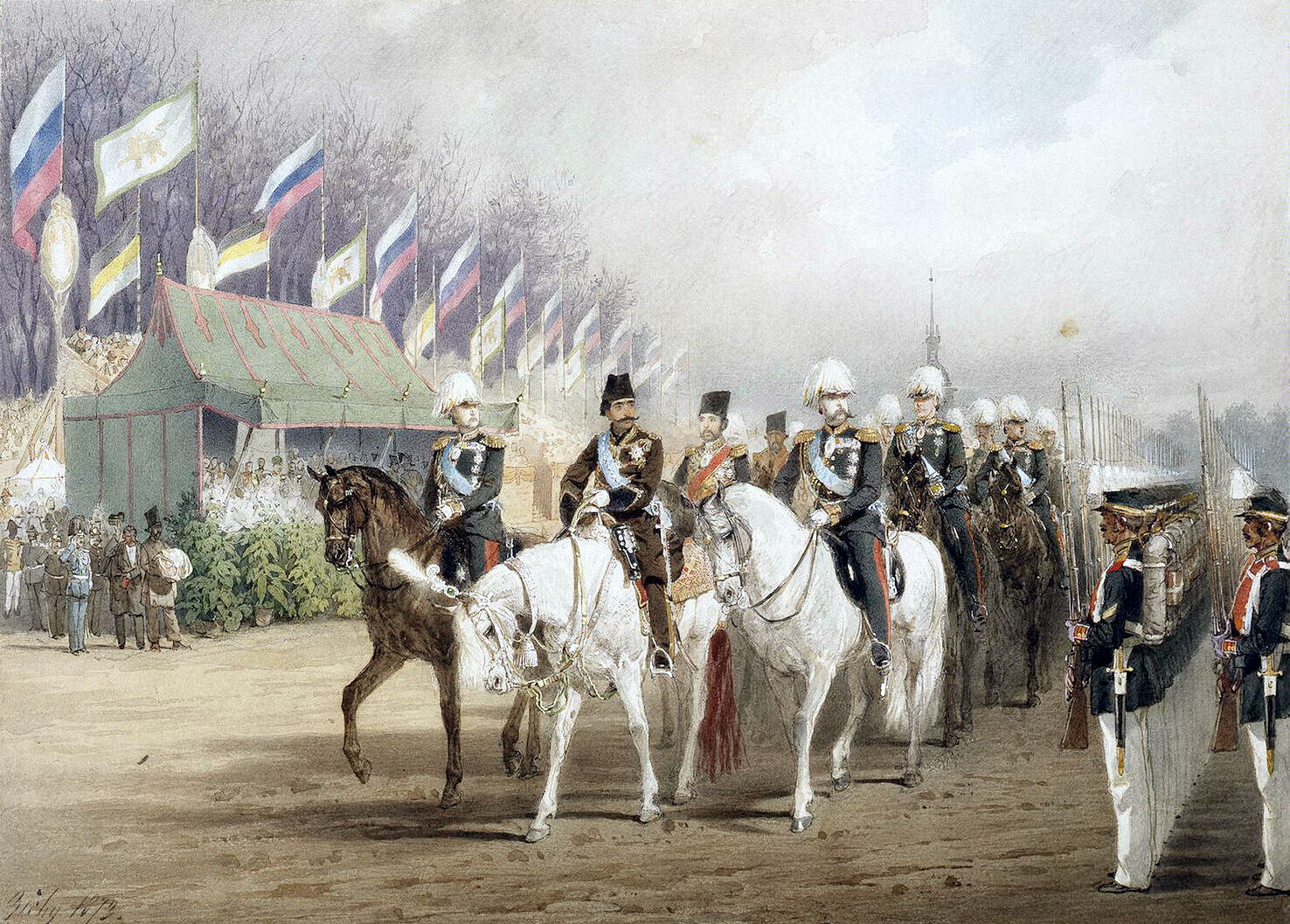
Cesarz Rosji Aleksander II i szach Iranu Naser ad-Din Szah Kadżar podczas parady na Łące Carycyńskiej, 1873 r. Akwarela (gwasz, ołówek, wapno), Mihály Zichy, 1874 r.